# タカトシのバラエティだろ〜が!!
『タカトシのバラエティだろ〜が!!』（英題：takatoshi's variety!!）は、2016年4月10日からAbemaTVで配信されていたバラエティ番組である。

## 概要
タカアンドトシによる1時間のAbemaTV配信バラエティ番組。AbemaTVでは『もし相方がいなくなったら～タカオアトシ』（2016年）に続く冠番組となった。内容は時期によって大きく異なる。
著名人の自宅を訪問し、まだ明かされていないプライベートを探るロケーション番組として開始。その後、ゲスト女性タレントの「リベンジしたいエピソード」を基にするコントを交えたトークショー形式の番組となった。原則生配信。2018年1月24日に最終回を迎えた。

## スタジオ
スタジオ収録形式となってからは紫と金の壁（タカいわく「霊界カラー」）に、ビキニを飾り付けたセットに白いソファーを置いて収録。隣り合うスペースに再現コント用の背景を移す大型モニターを設けていた。

## 出演者
- MC：タカアンドトシ（タカ・トシ）
- リベンジサポーター：相席スタート、おかずクラブ、スパイクなど[4]（水曜日移動以降）

## おもな内容
- 芸能人自宅訪問（#1 – 17、#19 – 23） - 著名人の自宅を訪問し、まだ明かされていないプライベートを探るロケ企画[5]。前回の訪問者からもらったものを物々交換するわらしべ長者企画も行った[6][7]。
- 北海道スターおもてなし（#18） - タカアンドトシの地元北海道のローカルスターたちによるプレゼン企画。北海道でのロケ収録形式で行われ、もっともおもてなし上手だった一組には東京進出の機会が与えられる[8]。上杉周大、かみむらしんやを退けてフルーティーが勝利した[9]。
- フォトーク（#24） - 各テーマに沿って写真を出していき、視聴者の“いいね”数を競う写真共有アプリ決定戦。写真アプリの撮影や加工テクニックやエピソードトークも行われた。
- 絶対に見せつけてやる！ リベンジグラビア（#25 - 32） - グラビアアイドルが過去の憤りエピソードを披露し、憤った相手に水着で悩殺リベンジする企画。リベンジエピソードは本人を交えたコント形式で紹介された[10]。30代が迫ったグラビアアイドルはアラサー山脈と呼ばれていた。タカによると「番組終了の危機を救うべくお色気要素を加えた」。
- リベンジガール（#33 - ） - 上記のコーナーからグラビアアイドルの枠をなくした企画。グラビアアイドルも登場した。最終回ではパンサーの尾形貴弘、菅良太郎らも参加し、性別枠も取っ払われた[11]。

## スタッフ
- 製作：AbemaProduction[12]
- 制作協力：クラフト[13]
- 制作著作：AbemaTV